# Mazaea
Mazaea là một chi thực vật có hoa trong họ Thiến thảo (Rubiaceae).

## Loài
Chi Mazaea gồm các loài: